# جامع حضرة المقداد
جامع حضرة المقداد (بالتركية: Hz. Mikdat Mosque أو Muğdat Camisi)‏ في مرسين التركية. جاءت تسميته بهذا الاسم نسبة إلى الصحابي البدري المقداد بن عمرو أول فرسان الإسلام وأحد السابقين الأولين إلى الإسلام والمدفون في البقيع بالمدينة المنورة.
بُنِيَ جامع حضرة المقداد على الطراز العثماني سنة 1988 وهو أحد الثلاث مساجد الوحيدة في تركيا التي تعلوها ستة مآذن، أما المسجدان الآخران فهما جامع السلطان أحمد في اسطنبول ومسجد صابانجي المركزي في أضنة.

## معرض الصور

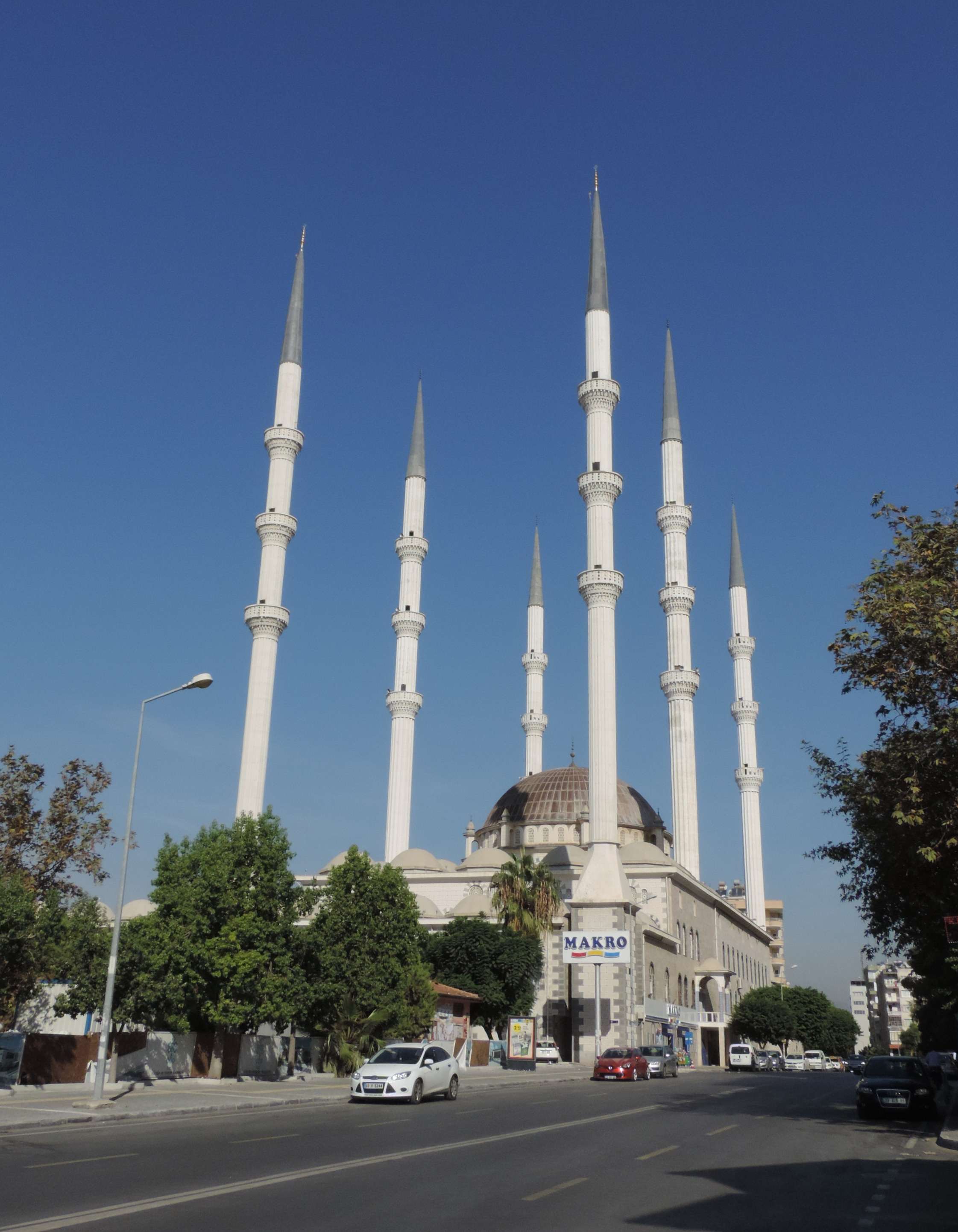
المآذن الست لجامع حضرة المقداد
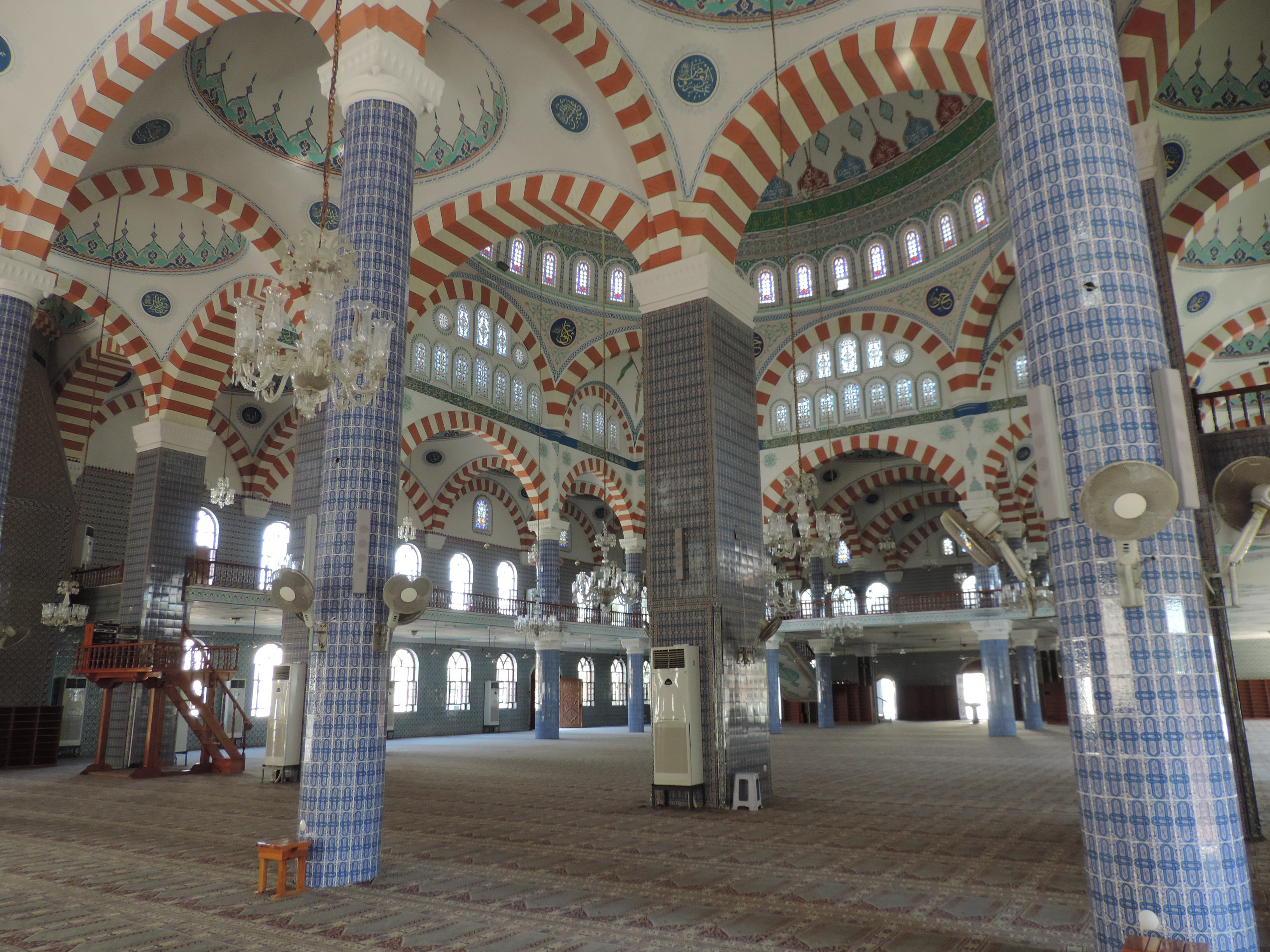
جامع حضرة المقداد من الداخل
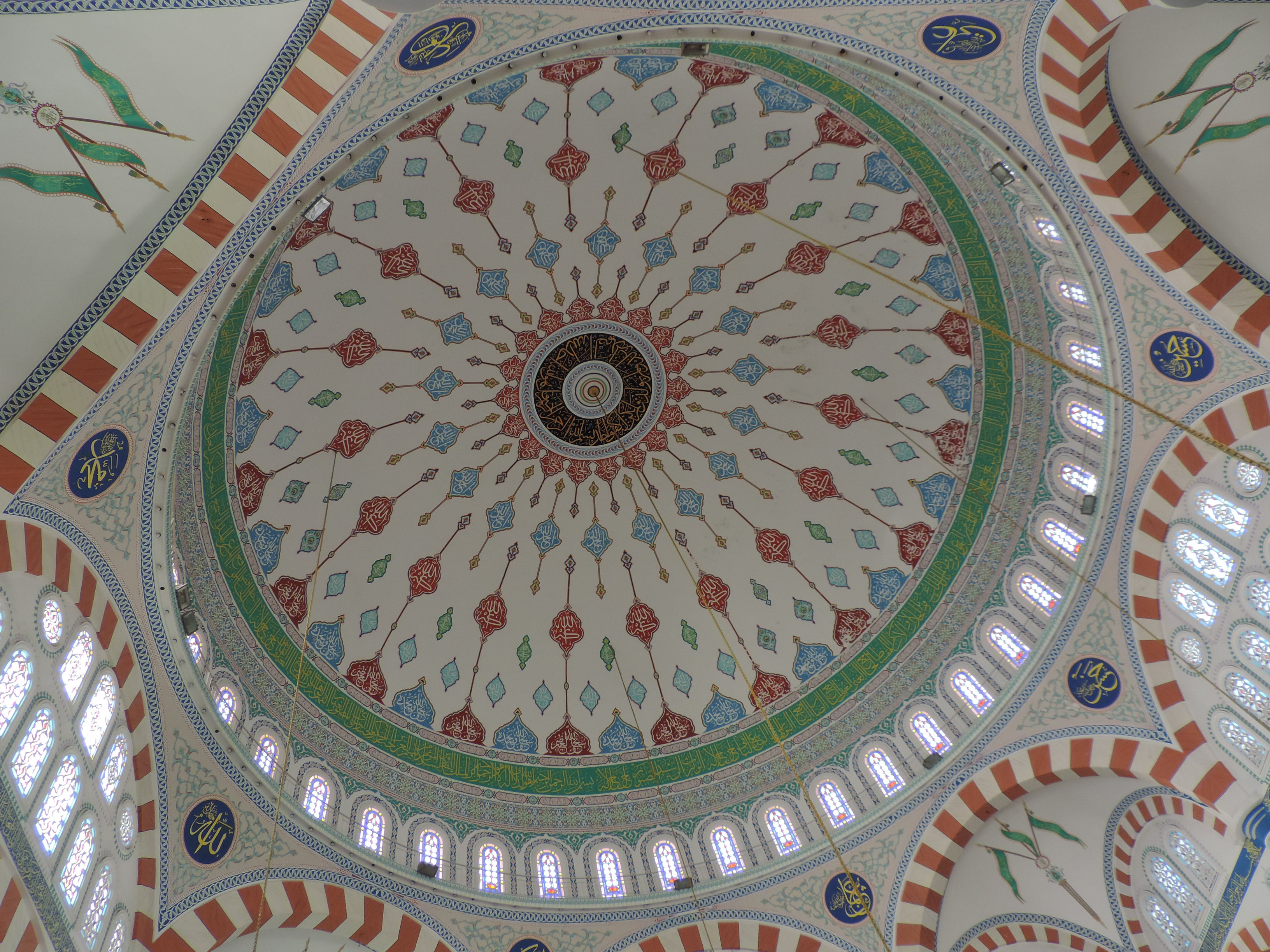
القبة من الداخل
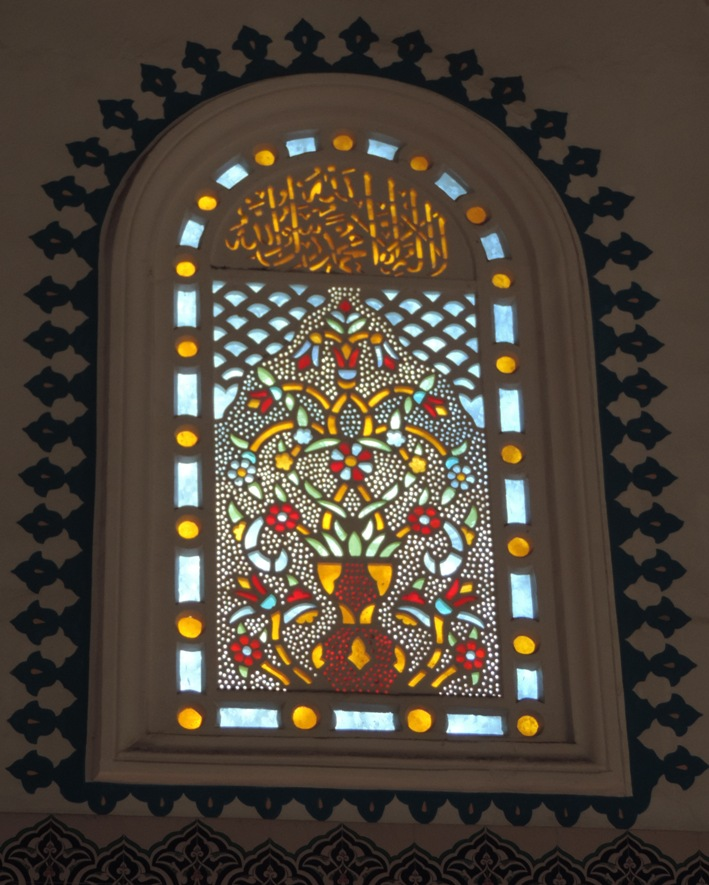
نوافذ جامع حضرة المقداد الزجاجية الملونة